# Liste der Nummer-eins-Hits in Schweden (1999)
Diese Liste enthält alle Nummer-eins-Hits in Schweden im Jahr 1999. Es gab in diesem Jahr elf Nummer-eins-Singles und 22 Nummer-eins-Alben.
| Singles | Alben |
| --- | --- |
| - Cher – Believe - 5 Wochen (3. Dezember 1998 – 13. Januar 1999) - The Offspring – Pretty Fly (for a White Guy) - 5 Wochen (14. Januar – 17. Februar) - Markoolio – Vi drar till fjällen - 4 Wochen (18. Februar – 17. März) - Britney Spears – … Baby One More Time - 3 Wochen (18. März – 7. April) - Martin – (Du är så) Yeah Yeah, Wow Wow - 2 Wochen (8. April – 21. April) - Vengaboys – Boom, Boom, Boom, Boom!! - 4 Wochen (22. April – 19. Mai) - A*Teens – Mamma Mia - 8 Wochen (20. Mai – 14. Juli) - Lou Bega – Mambo No. 5 (A Little Bit of …) - 7 Wochen (15. Juli – 1. September) - Eiffel 65 – Blue (Da Ba Dee) - 8 Wochen (2. September – 27. Oktober) - Bloodhound Gang – The Bad Touch - 5 Wochen (28. Oktober – 1. Dezember) - Markoolio – Millenium 2 - 6 Wochen (2. Dezember 1999 – 12. Januar 2000) | - Dr. Bombay – Rice and Curry - 4 Wochen (17. Dezember 1998 – 13. Januar 1999) - The Offspring – Americana - 6 Wochen (14. Januar – 24. Februar) - Bo Kaspers Orkester – I centrum - 1 Woche (25. Februar – 3. März) - Roxette – Have a Nice Day - 3 Wochen (4. März – 24. März) - Eva Dahlgren – Lai lai - 3 Wochen (25. März – 14. April) - Andrea Bocelli – Sogno - 2 Wochen (15. April – 28. April) - Dean Martin – The Very Best Of – The Capitol & Reprise Years - 2 Wochen (29. April – 12. Mai) - Suede – Head Music - 1 Woche (13. Mai – 19. Mai) - Bruce Springsteen – 18 Tracks - 1 Woche (20. Mai – 26. Mai) - Backstreet Boys – Millennium - 1 Woche (27. Mai – 2. Juni) - ABBA – Gold – Greatest Hits - 8 Wochen (3. Juni – 28. Juli, insgesamt 12 Wochen; → 1992) - Di Leva – För Sverige i rymden – Di Levas bästa - 5 Wochen (29. Juli – 1. September) - A*Teens – The ABBA Generation - 5 Wochen (2. September – 6. Oktober) - Tom Jones – Reload - 2 Wochen (7. Oktober – 20. Oktober) - Eric Clapton – Clapton Chronicles – The Best Of Eric Clapton - 1 Woche (21. Oktober – 27. Oktober) - Thåström – Det är ni som e dom konstiga, det är jag som e normal - 3 Wochen (28. Oktober – 17. November) - Savage Garden – Affirmation - 1 Woche (18. November – 24. November) - Petter – Bananrepubliken - 1 Woche (25. November – 1. Dezember) - Metallica with Michael Kamen conducting the San Francisco Symphony Orchestra – S&M - 1 Woche (2. Dezember – 8. Dezember) - Céline Dion – All the Way… A Decade of Song - 1 Woche (9. Dezember – 15. Dezember, insgesamt 2 Wochen; → 2000) - Kent – Hagnesta hill - 1 Woche (16. Dezember – 22. Dezember) - Carola – Jul i Bethlehem - 2 Wochen (23. Dezember 1999 – 5. Januar 2000) |